# NATO TV
NATO TV — теле-интернет канал НАТО. Целью канала является улучшение имиджа Североатлантического альянса в обществе. Канал открылся во время саммита НАТО в Бухаресте 2-4 апреля 2008 года.
Сейчас NATO TV — интернет-канал, доступный пользователям на сайте Альянса. Для пользователей, телекомпаний, желающих ретранслировать NATO TV, предусмотрена возможность скачивания с сайта видеоматериалов канала. Первые выпуски NATO TV, в основном, освещали деятельность международного контингента в Афганистане, на территории этой страны работают пять телегрупп.

## Сайты
- сообщение об открытии канала NATO TV(англ. NATO) (англ.)
- официальный сайт НАТО (англ.)
- Сайт NATO TV (англ.)

## Видео
- Видео-анонс natochannel.tv (англ.)